# Halowe Mistrzostwa Świata w Lekkoatletyce 2016 – bieg na 1500 m kobiet
Bieg na 1500 metrów kobiet – jedna z konkurencji biegowych rozgrywanych podczas halowych lekkoatletycznych mistrzostw świata w Oregon Convention Center w Portlandzie.
Tytułu mistrzowskiego z 2014 roku nie broniła Szwedka Abeba Aregawi.

## Minimum kwalifikacyjne
Aby zakwalifikować się do mistrzostw, należało wypełnić minimum kwalifikacyjne wynoszące 4:13,00 (hala) lub 4:03,00 na otwartym stadionie (uzyskane w okresie od 1 stycznia 2015 do 7 marca 2016).

## Terminarz
| Data     | Godzina |            |
| -------- | ------- | ---------- |
| 18 marca | 13:35   | Eliminacje |
| 19 marca | 19:18   | Finał      |

## Rekordy
W poniższej tabeli przedstawiono (według stanu przed rozpoczęciem mistrzostw) halowe rekordy świata, poszczególnych kontynentów oraz halowych mistrzostw świata.
|                                   | Zawodniczka        | Wynik   | Miejsce   | Data                |
| --------------------------------- | ------------------ | ------- | --------- | ------------------- |
| Halowy rekord świata              | Genzebe Dibaba     | 3:55,17 | Karlsruhe | 1 lutego 2014(dts)  |
| Rekord halowych mistrzostw świata | Gelete Burka       | 3:59,75 | Walencja  | 9 marca 2008(dts)   |
| Halowy rekord Afryki              | Genzebe Dibaba     | 3:55,17 | Karlsruhe | 1 lutego 2014(dts)  |
| Halowy rekord Ameryki Południowej | Letitia Vriesde    | 4:14,05 | Budapeszt | 12 lutego 1992(dts) |
| Halowy rekord Ameryki Północnej   | Regina Jacobs      | 3:59,98 | Boston    | 1 lutego 2003(dts)  |
| Halowy rekord Australii i Oceanii | Melissa Duncan     | 4:06,93 | Boston    | 14 lutego 2016(dts) |
| Halowy rekord Azji                | Maryam Yusuf Jamal | 3:59,79 | Walencja  | 9 marca 2008(dts)   |
| Halowy rekord Europy              | Abeba Aregawi      | 3:57,91 | Sztokholm | 6 lutego 2014(dts)  |

## Listy światowe
Tabela przedstawia 10 najlepszych wyników uzyskanych w sezonie halowym 2016 przed rozpoczęciem mistrzostw.
| Lp. | Zawodniczka     | Wynik   | Data      | Miejsce   |
| --- | --------------- | ------- | --------- | --------- |
| 1.  | Genzebe Dibaba  | 3:56,46 | 17 lutego | Sztokholm |
| 2.  | Dawit Seyaum    | 4:00,28 | 28 lutego | Boston    |
| 3.  | Sifan Hassan    | 4:01,40 | 20 lutego | Glasgow   |
| 4.  | Gudaf Tsegay    | 4:01,81 | 20 lutego | Glasgow   |
| 5.  | Brenda Martinez | 4:04,58 | 14 lutego | Boston    |
| 6.  | Axumawit Embaye | 4:06,11 | 20 lutego | Glasgow   |
| 7.  | Kate Grace      | 4:06,75 | 14 lutego | Boston    |
| 8.  | Luiza Gega      | 4:06,89 | 27 lutego | Stambuł   |
| 9.  | Melissa Duncan  | 4:06,93 | 14 lutego | Boston    |
| 10. | Shannon Rowbury | 4:07,30 | 20 lutego | Nowy Jork |

## Wyniki
| CR – rekord mistrzostw \| NR – rekord kraju \| AR – rekord kontynentu \| SB – najlepszy wynik w sezonie \| PB – rekord życiowy |

### Eliminacje
Awans: Pierwszych czterech z każdego biegu (Q) oraz czterech z najlepszymi czasami wśród przegranych (q).
Źródło: IAAF
| Pozycja | Bieg | Zawodniczka          | Reprezentacja     | Czas    | Uwagi |
| ------- | ---- | -------------------- | ----------------- | ------- | ----- |
| 1.      | 2    | Sifan Hassan         | Holandia          | 4:07,28 | Q     |
| 2.      | 2    | Gudaf Tsegay         | Etiopia           | 4:07,98 | Q     |
| 3.      | 1    | Dawit Seyaum         | Etiopia           | 4:09,05 | Q     |
| 4.      | 2    | Danuta Urbanik       | Polska            | 4:09,41 | Q,    |
| 5.      | 1    | Axumawit Embaye      | Etiopia           | 4:09,43 | Q     |
| 6.      | 1    | Brenda Martinez      | Stany Zjednoczone | 4:09,75 | Q     |
| 7.      | 2    | Melissa Duncan       | Australia         | 4:10,40 | q     |
| 8.      | 1    | Renata Pliś          | Polska            | 4:10,44 | q     |
| 9.      | 1    | Violah Cheptoo Lagat | Kenia             | 4:10,77 | q,    |
| 10.     | 1    | Rababe Arafi         | Maroko            | 4:10,82 |       |
| 11.     | 1    | Kristiina Mäki       | Czechy            | 4:11,28 | PB    |
| 12.     | 2    | Gabriela Stafford    | Kanada            | 4:11,46 | SB    |
| 13.     | 2    | Cory McGee           | Stany Zjednoczone | 4:11,62 |       |
| 14.     | 1    | Sarah Lahti          | Szwecja           | 4:11,68 | PB    |
| 15.     | 2    | Claudia Bobocea      | Rumunia           | 4:12,38 |       |
| 16.     | 2    | Luiza Gega           | Albania           | 4:16,12 |       |
| 17.     | 1    | Rose-Anne Galligan   | Irlandia          | 4:16,84 |       |
| 18.     | 1    | Nicole Sifuentes     | Kanada            | 4:17,24 | SB    |
| 19.     | 2    | Beatha Nishimwe      | Rwanda            | 4:19,39 | NR    |
| 20.     | 2    | Tamara Armoush       | Jordania          | 4:37,61 | NR    |

### Finał
Źródło: IAAF
| Pozycja | Zawodniczka          | Reprezentacja     | Czas    | Uwagi |
| ------- | -------------------- | ----------------- | ------- | ----- |
| 01 !    | Sifan Hassan         | Holandia          | 4:04,96 |       |
| 02 !    | Dawit Seyaum         | Etiopia           | 4:05,30 |       |
| 03 !    | Gudaf Tsegay         | Etiopia           | 4:05,71 |       |
| 4.      | Axumawit Embaye      | Etiopia           | 4:09,37 |       |
| 5.      | Brenda Martinez      | Stany Zjednoczone | 4:09,57 |       |
| 6.      | Melissa Duncan       | Australia         | 4:09,69 |       |
| 7.      | Renata Pliś          | Polska            | 4:10,14 |       |
| 8.      | Violah Cheptoo Lagat | Kenia             | 4:10,45 | SB    |
| 9.      | Danuta Urbanik       | Polska            | 4:12,59 |       |